# Enrique de Hachberg-Sausenberg
El margrave Enrique de Hachberg-Sausenberg (1300-1318) era el hijo del margrave Rodolfo I de Hachberg-Sausenberg y su esposa Inés, hija y heredera de Otón de Rötteln. En 1312, cuando aún era menor de edad, heredó las posesiones de su padre. Después de llegar a la mayoría de edad en 1315, su tío Lutoldo II de Rötteln le entregó el Señorío de Rötteln. Lutoldo II murió en 1316.
Enrique falleció joven, en 1318, a los 18 años de edad. Después de su muerte, sus hermanos menores, Rodolfo II y Otón asumieron el gobierno de los Señoríos de Rötteln y Sausenberg.